# Dichrooscytus elegans
Dichrooscytus elegans är en insektsart som beskrevs av Heidemann 1892. Dichrooscytus elegans ingår i släktet Dichrooscytus och familjen ängsskinnbaggar. Inga underarter finns listade i Catalogue of Life.